# Gilles Müller
Gilles Müller (* 9. Mai 1983 in Schifflingen) ist ein ehemaliger luxemburgischer Tennisspieler. Er gewann in seiner Karriere neben 14 Challenger-Turnieren auch zwei Turniere der ATP World Tour und erreichte sechs weitere Finals. Er ist der erfolgreichste Tennisspieler seines Landes.

## Leben
Gilles Müller heiratete am 10. Juli 2010 Alessia Fauzzi, mit der er zwei Söhne hat (* 2011 und * 2012). Zwischen 2014 und 2017 wurde er viermal in Folge zum luxemburgischen Sportler des Jahres gewählt.

## Karriere

### Juniorentennis
2001 erreichte Gilles Müller als Juniorenspieler das Finale von Wimbledon, in dem er gegen den Schweizer Roman Valent in drei Sätzen verlor. Wenig später übertraf er diesen Erfolg bei den US Open, bei denen er sich im Finale gegen Wang Yeu-tzuoo seinen ersten Grand-Slam-Titel sicherte. Er beendete das Jahr auf Platz 1 der Junioren-Weltrangliste und begann seine Profikarriere.

### 2002 bis 2007: Erste Achtungserfolge
In den ersten Jahren absolvierte Müller zahlreiche Future-Turniere, von denen er insgesamt vier als Sieger beendete. 2004 gewann er im Halbfinale des ATP-Turniers Washington gegen den damaligen Weltranglisten-Sechsten Andre Agassi in zwei Sätzen, unterlag im Endspiel aber Lleyton Hewitt deutlich. Durch weitere gute Ergebnisse spielte er sich in die Top 100 der Weltrangliste vor.
Dieser Aufwärtstrend setzte sich 2005 fort, als der Luxemburger erstmals in seiner Profikarriere das Hauptfeld eines Grand-Slam-Turniers erreichte – bei den French Open kam er jedoch nicht über die erste Runde hinaus. Besser lief es in Wimbledon, wo er in der zweiten Runde in vier Sätzen den damals 19-jährigen Rafael Nadal besiegte, der kurz zuvor erstmals die French Open gewonnen hatte. In der ersten Runde der US Open schlug er mit Andy Roddick in drei knappen Sätzen einen weiteren Top-10-Spieler. Beim Turnier in Los Angeles erreichte Müller das Finale, verlor dieses aber in zwei Sätzen gegen Andre Agassi. Im August des gleichen Jahres belegte er den 59. Platz in der Weltrangliste, was seine bis dahin beste Platzierung war.

### 2008: Krise und neue Erfolge
Die kommenden Jahre verliefen deutlich schlechter: Bedeutende Erfolge blieben aus und schließlich musste Müller wieder bei Challenger-Turnieren antreten. Nach eigener Aussage verlor er zu dieser Zeit viel Selbstvertrauen und spielte sogar mit dem Gedanken, seine Karriere zu beenden, da seine gewonnenen Preisgelder nicht einmal mehr die Ausgaben deckten.
Erst bei den US Open 2008 sorgte Gilles Müller wieder für Aufsehen, als er sich bis in das Viertelfinale vorspielte und damit das beste Grand-Slam-Ergebnis in der luxemburgischen Tennisgeschichte erreichte. Er besiegte nacheinander Laurent Recouderc, Tommy Haas, Nicolás Almagro und Nikolai Dawydenko, bevor er sich dem späteren Turniersieger Roger Federer in drei knappen Sätzen geschlagen geben musste. Ein überraschender Erfolg, zumal Müller sich vor dem Turnier nicht einmal sicher war, ob er die Qualifikation überstehen würde und deswegen kein Hotelzimmer für die Aufenthaltsdauer gebucht hatte.

### 2009 bis 2010: Achterbahnfahrt
Zwischenzeitlich befand er sich wieder unter den Top 100 der Weltrangliste, wurde 2009 aber wegen überwiegend schlechter Ergebnisse und einer Verletzungspause durchgereicht. Nur bei den Australian Open stand er kurzzeitig im Fokus, als er sich in der ersten Runde mit dem Spanier Feliciano López ein wahres Marathon-Match lieferte: 4:22 Stunden dauerte die Begegnung, in der der Luxemburger letztendlich mit 16:14 im fünften Satz die Oberhand behielt. Er gewann auch das folgende Spiel gegen Bernard Tomic, verlor dann aber in vier Sätzen gegen Juan Martín del Potro.
Das Jahr 2010 verlief wieder besser für Müller: Zwar konnte er trotz mehrerer Finalteilnahmen keinen Turniersieg feiern, erzielte jedoch deutlich bessere Ergebnisse als im Jahr zuvor. Dadurch kämpfte er sich auch in der Weltrangliste wieder nach oben und beendete das Jahr auf Platz 134, nachdem er zwischenzeitlich bis auf Rang 459 abgerutscht war.

### 2011: Weiterer Turniersieg und Aufstieg in die Top 50
Beim Challenger-Turnier in Nouméa im Januar 2011 verlor Müller erst im Finale gegen den Franzosen Vincent Millot. Anschließend qualifizierte er sich für die Australian Open und besiegte in der ersten Runde den Deutschen Simon Stadler mit 6:3, 7:6 (7:5), 6:4. In der zweiten Runde traf er auf Robin Söderling, war dem Weltranglisten-Vierten aber mit 3:6, 6:7 und 1:6 unterlegen. Kurz darauf nahm er am ATP-Challenger in Courmayeur teil und erreichte das Finale, welches er gegen Nicolas Mahut mit 6:7, 4:6 verlor. Beim Turnier in Bergamo zog Müller wie im Vorjahr in das Endspiel ein, verlor dieses aber erneut.
Bei der Qualifikation für die French Open 2011 musste Müller einen Rückschlag hinnehmen und unterlag in der zweiten Runde dem Rumänen Victor Crivoi mit 7:6 (7:1), 6:7 (5:7), 5:7. Im Juni 2011 gelang ihm bei einem Challenger-Turnier in Nottingham jedoch ein weiterer Erfolg, als er unter anderem den Top-100-Spieler Ryan Sweeting besiegte und in das Finale einzog. Dieses gewann er gegen den Deutschen Matthias Bachinger mit 7:6 (7:4), 6:2 und feierte seinen ersten Turniersieg seit 2008, durch den er auf Platz 93 der Weltrangliste vorrückte. Für die Wimbledon Championships erhielt Müller eine Wildcard, wodurch er sich nicht durch die Qualifikation spielen musste, sondern sofort in das Hauptfeld kam. In der ersten Runde gewann er mit 7:6 (7:5)>, 7:6 (7:3), 3:6, 6:3 gegen Tommy Haas und profitierte anschließend von der verletzungsbedingten Aufgabe des Kanadiers Milos Raonic, die ihm den Einzug in die dritte Runde sicherte. Dort traf er auf den Weltranglistenersten Rafael Nadal und zwang diesen unter anderem durch eine hohe Aufschlagquote zweimal in den Tie-Break, konnte seine Chancen aber nicht nutzen und unterlag dem Spanier am Ende glatt mit 6:7 (6:8), 6:7 (5:7), 0:6. Mit dem Aus in der dritten Runde übertraf Müller sein bis dato bestes Ergebnis in Wimbledon von 2005 und verbesserte sich in der Weltrangliste um 11 Ränge auf Platz 81.
Aufgrund dieser Erfolge sagte er seine Teilnahme am Challenger-Turnier in Pozoblanco ab und nahm im Juli an den Atlanta Tennis Championships teil, bei denen er bereits 2010 als Qualifikant die zweite Runde erreichte. Er kam sofort in das Hauptfeld und besiegte dort zum Auftakt den auf Platz 7 gesetzten US-Amerikaner Alex Bogomolow mit 6:3, 7:6 (8:6). Anschließend setzte Müller sich mühsam in drei Sätzen gegen Robby Ginepri durch und übertraf mit dem Viertelfinaleinzug sein Vorjahresergebnis. Dort spielte er gegen die Nummer 32 der Weltrangliste, Kevin Anderson, der ihm überraschend mit 6:7 (3:7), 6:7 (3:7) unterlag. Damit erreichte er zum ersten Mal seit 2005 ein World-Tour-Halbfinale und traf dort auf John Isner, gegen den er jedoch in drei Sätzen verlor.
Anschließend nahm Müller auch an den ATP-Turnieren in Los Angeles, Washington und Winston-Salem teil, schied dort aber jeweils früh raus. Bei den US Open gelang ihm ein Dreisatzsieg gegen den Franzosen Édouard Roger-Vasselin und in der zweiten Runde setzte er sich gegen Ernests Gulbis mit 3:6, 7:6 (7:4), 6:4, 7:6 (7:5) durch. Auch das Duell gegen Igor Kunizyn beendete Müller siegreich mit 6:1, 6:4, 6:4. Im Achtelfinale traf er auf Rafael Nadal, der ihn erneut in drei Sätzen bezwang. In Metz siegte er unter anderem im Viertelfinale gegen den Weltranglisten-15. Richard Gasquet und schied in seinem zweiten ATP-Halbfinale des Jahres gegen Ivan Ljubičić aus. Durch diese Ergebnisse stieß Müller erstmals in seiner Karriere in die Top 50 vor.
Der Jahresausklang verlief allerdings weniger erfreulich für den Luxemburger: Einem frühen Challenger-Aus in Rennes folgten weitere schlechte Ergebnisse, darunter eine Niederlage beim ATP-World-Tour-500-Turnier in Basel gegen Andreas Seppi.

### 2012 bis 2014
Müller begann sein Tennisjahr 2012 in Brisbane, wo er einen knappen Erstrundensieg gegen Ricardo Mello errang. Anschließend kam es zum Aufeinandertreffen mit dem Weltranglisten-Vierten Andy Murray, gegen den Müller beinahe die Sensation gelang: Er gewann den ersten Satz und hatte im zweiten bereits Matchbälle, gab das Spiel aber am Ende mit 6:4, 6:7 (4:7), 0:6 ab. Bei den Australian Open musste er bereits in der ersten Runde die Koffer packen und kam auch in den folgenden Turnieren nicht über das jeweilige Auftaktspiel hinaus. Dadurch fiel er aus den Top 50 heraus und belegte Anfang Februar Platz 63.
Erst beim Indian Wells Masters gelang Müller wieder ein relevanter Sieg, als er den aufstrebenden und an Nummer 36 gesetzten Australier Bernard Tomic mit 4:6, 7:6, 6:0 besiegte. In der zweiten Runde unterlag er deutlich Janko Tipsarević. Sein leichter Aufwärtstrend setzte sich in Miami mit einem Dreisatzsieg gegen Alex Bogomolov Jr. fort; sein Zweitrundenspiel gegen Andy Roddick endete wieder mit einer klaren Niederlage. Die beiden Erfolge reichten jedoch aus, um ihn zwischenzeitlich wieder auf Platz 60 zu bringen. Anschließend spielte er die Challenger-Turniere in Dallas und Neapel, wo er jedoch im Viertel- bzw. Achtelfinale ausschied. In Dallas scheiterte er gegen den mit einer Wildcard ausgestatteten Tommy Haas mit 4:6 und 3:6.
In Belgrad bezwang der auf Nummer 8 gesetzte Müller in der ersten Runde den Slowaken Lukáš Lacko mit 6:0, 4:6, 6:3 und anschließend den Argentinier Eduardo Schwank 6:3 und 7:6 und erreichte somit sein erstes Viertelfinale im Jahr 2012. Zur Vorbereitung auf das Rom Masters nahm er am dortigen Challenger teil und erreichte als topgesetzter Spieler das Finale, welches er gegen den Polen Jerzy Janowicz verlor. Noch am gleichen Tag gewann er sein erstes Qualifikationsspiel zum Masters-Turnier gegen Vasek Pospisil, verletzte sich dabei jedoch am Oberschenkel und musste die weitere Teilnahme absagen. Bei den French Open setzte Müller sich in der ersten Runde mit 2:6, 7:5, 3:6, 6:4, 8:6 gegen den Qualifikanten Igor Sijsling durch und erreichte erstmals in seiner Karriere die zweite Runde des Turniers. Gegen Fernando Verdasco gewann er dann den ersten Satz im Tie-Break, verlor die Partie aber in vier Sätzen.
Nach einem Ermüdungsbruch im Ellbogen Ende 2012 verpasste Müller den Großteil der Saison 2013 und fiel in der Weltrangliste entsprechend weit zurück. 2014 spielte er daher bei zahlreichen Challengerturnieren mit, bei denen er zwischen März und Juni fünf Titel gewann. Dies führte zu einer Nominierung als Comeback-Spieler des Jahres bei den ATP World Tour Awards. Außerdem wurde er zu Luxemburgs Sportler des Jahres 2014 gewählt.

### 2015 bis heute
Die Saison 2015 begann Müller mit dem Halbfinaleinzug in Sydney bereits erfolgreich. Er erreichte im Anschluss das Achtelfinale der Australian Open, das er gegen Novak Đoković in drei Sätzen verlor. Am 16. Februar 2015 belegte er mit Platz 34 seine beste Weltranglistenplatzierung. Auch in der Saison 2016 erreichte er gleich das Halbfinale in Sydney und war am Ende einer kontinuierlich guten Saison mit zwei Finalniederlagen bei den ATP-250-Turnieren in ’s-Hertogenbosch und Newport zum Jahreswechsel wieder auf dem 34. Weltranglistenplatz gelandet. Zum dritten Mal in Folge wurde er zudem zu Luxemburgs Sportler des Jahres gewählt.
In der Saison 2017 gelang ihm zu Jahresanfang in Sydney dann letztlich der erste Titelerfolg: Nach dem Halbfinalsieg gegen den Titelverteidiger der letzten beiden Jahre Viktor Troicki holte er sich gegen Daniel Evans 13 Jahre nach seinem ersten ATP-Finale und im sechsten Versuch seinen ersten ATP-Titel. Der 33-Jährige und bis dahin einzige Top-50-Spieler zu diesem Zeitpunkt ohne Turniersieg stieß bis auf Weltranglistenposition 28 vor. In Estoril erreichte er ebenfalls das Finale, das er in zwei Sätzen gegen Pablo Carreño Busta verlor. Bei den French Open schied er bereits in der ersten Runde aus, beim anschließenden Turnier in ’s-Hertogenbosch zog er dagegen wie im Vorjahr ins Finale ein. Im Halbfinale schlug er dabei Alexander Zverev, im Endspiel bezwang er Ivo Karlović, womit Müller den zweiten ATP-Titel seiner Karriere feierte. Beim darauffolgenden Turnier im Queen’s Club erreichte er das Halbfinale, in Wimbledon zog er erstmals in seiner Laufbahn ins Achtelfinale und – nach einem Fünfsatzsieg gegen Rafael Nadal – gar ins Viertelfinale ein, das er in fünf Sätzen gegen den späteren Finalisten Marin Čilić verlor. In der Weltrangliste wurde er dadurch auf Platz 22, seiner zunächst besten Platzierung, geführt, die er kurz darauf noch auf Platz 21 verbesserte. Mit seinem Ausscheiden bei den US Open 2018 beendete er, wie zuvor angekündigt, seine Karriere.

### Davis Cup
Ab 2000 spielte Müller jährlich (außer 2009, 2016 und 2017) für die luxemburgische Davis-Cup-Mannschaft. Er verhalf Luxemburg dabei u. a. 2002 zum Aufstieg in die Kontinentalgruppe I, die bisher höchste Gruppe, in die Luxemburg aufsteigen konnte. Er ist mit einer Bilanz von 56:17 Rekordsieger der Mannschaft.

## Erfolge
| Legende (Anzahl der Siege)  |
| Grand Slam                  |
| ATP World Tour Finals       |
| ATP World Tour Masters 1000 |
| ATP World Tour 500          |
| ATP World Tour 250 (2)      |
| ATP Challenger Tour (14)    |

| ATP-Titel nach Belag |
| Hartplatz (1)        |
| Sand (0)             |
| Rasen (1)            |

### Einzel

#### Turniersiege

##### ATP World Tour
| Nr. | Datum           | Turnier          | Belag     | Finalgegner  | Ergebnis   |
| --- | --------------- | ---------------- | --------- | ------------ | ---------- |
| 1.  | 14. Januar 2017 | Sydney           | Hartplatz | Daniel Evans | 7:66, 6:2  |
| 2.  | 18. Juni 2017   | ’s-Hertogenbosch | Rasen     | Ivo Karlović | 7:65, 7:64 |

##### ATP Challenger Tour
| Nr. | Datum          | Turnier     | Belag       | Finalgegner        | Ergebnis        |
| --- | -------------- | ----------- | ----------- | ------------------ | --------------- |
| 1.  | 27. Juli 2003  | Valladolid  | Hartplatz   | Iván Navarro       | 6:4, 6:3        |
| 2.  | 25. April 2004 | Neapel      | Sand        | Arnaud Di Pasquale | 7:67, 6:71, 6:1 |
| 3.  | 4. Juli 2004   | Córdoba     | Hartplatz   | Nicolás Almagro    | 6:1, 6:2        |
| 4.  | 13. April 2008 | Humacao     | Hartplatz   | Iván Miranda       | 7:5, 7:62       |
| 5.  | 1. Juni 2008   | Izmir       | Hartplatz   | Kristian Pless     | 7:5, 6:3        |
| 6.  | 5. Juni 2011   | Nottingham  | Rasen       | Matthias Bachinger | 7:64, 6:2       |
| 7.  | 30. März 2014  | Guadalajara | Hartplatz   | Denis Kudla        | 6:2, 6:2        |
| 8.  | 27. April 2014 | Shenzhen    | Hartplatz   | Lukáš Lacko        | 7:64, 6:3       |
| 9.  | 4. Mai 2014    | Taipeh      | Teppich (i) | John-Patrick Smith | 6:3, 6:3        |
| 10. | 11. Mai 2014   | Gimcheon    | Hartplatz   | Tatsuma Itō        | 7:65, 5:7, 6:4  |
| 11. | 20. Juli 2014  | Recanati    | Hartplatz   | Ilija Bozoljac     | 6:1, 6:2        |

#### Finalteilnahmen
| Nr. | Datum           | Turnier          | Belag     | Finalgegner         | Ergebnis          |
| --- | --------------- | ---------------- | --------- | ------------------- | ----------------- |
| 1.  | 22. August 2004 | Washington       | Hartplatz | Lleyton Hewitt      | 3:6, 4:6          |
| 2.  | 31. Juli 2005   | Los Angeles      | Hartplatz | Andre Agassi        | 4:6, 5:7          |
| 3.  | 22. Juli 2012   | Atlanta          | Hartplatz | Andy Roddick        | 6:1, 6:72, 2:6    |
| 4.  | 12. Juni 2016   | ’s-Hertogenbosch | Rasen     | Nicolas Mahut       | 4:6, 4:6          |
| 5.  | 17. Juli 2016   | Newport          | Rasen     | Ivo Karlović        | 7:62, 6:75, 6:712 |
| 6.  | 7. Mai 2017     | Estoril          | Sand      | Pablo Carreño Busta | 2:6, 6:75         |

### Doppel

#### Turniersiege
| Nr. | Datum              | Turnier    | Belag         | Partner                | Finalgegner                           | Ergebnis          |
| --- | ------------------ | ---------- | ------------- | ---------------------- | ------------------------------------- | ----------------- |
| 1.  | 26. Juni 2004      | Andorra    | Hartplatz     | Aisam-ul-Haq Qureshi   | Santiago González Alejandro Hernández | 6:3, 7:5          |
| 2.  | 12. September 2010 | Saint-Rémy | Hartplatz     | Édouard Roger-Vasselin | Andis Juška Deniss Pavlovs            | 6:0, 2:6, [13:11] |
| 3.  | 30. September 2012 | Orléans    | Hartplatz (i) | Lukáš Dlouhý           | Xavier Malisse Ken Skupski            | 6:2, 6:75, [10:7] |

#### Finalteilnahmen
| Nr. | Datum          | Turnier  | Belag     | Partner       | Finalgegner                        | Ergebnis          |
| --- | -------------- | -------- | --------- | ------------- | ---------------------------------- | ----------------- |
| 1.  | 2. August 2015 | Atlanta  | Hartplatz | Colin Fleming | Bob Bryan Mike Bryan               | 6:4, 6:72, [4:10] |
| 2.  | 8. Januar 2017 | Brisbane | Hartplatz | Sam Querrey   | Thanasi Kokkinakis Jordan Thompson | 6:77, 4:6         |

## Abschneiden bei Grand-Slam-Turnieren

### Einzel
| Turnier1                   | 2018  | 2017  | 2016  | 2015  | 2014 | 2013 | 2012  | 2011  | 2010 | 2009 | 2008 | 2007 | 2006  | 2005  | 2004 | 2003 | 2002 | 2001 | 2000 | Gesamt  |
| -------------------------- | ----- | ----- | ----- | ----- | ---- | ---- | ----- | ----- | ---- | ---- | ---- | ---- | ----- | ----- | ---- | ---- | ---- | ---- | ---- | ------- |
| Australian Open            | 3R    | 2R    | 2R    | AF    | –    | 1R   | 1R    | 2R    | –    | 3R   | –    | 2R   | 2R    | 1R    | 1R   | –    | –    | –    | –    | AF      |
| French Open                | 1R    | 1R    | 1R    | 2R    | –    | 1R   | 2R    | –     | –    | 1R   | –    | –    | 1R    | 1R    | –    | –    | –    | –    | –    | 2R      |
| Wimbledon                  | 2R    | VF    | 2R    | 1R    | 2R   | –    | 1R    | 3R    | –    | 1R   | –    | 2R   | 1R    | 3R    | –    | –    | –    | –    | –    | VF      |
| US Open                    | 1R    | 2R    | 1R    | 1R    | 1R   | –    | 2R    | AF    | –    | –    | VF   | –    | 1R    | 2R    | –    | –    | –    | –    | –    | VF      |
| Gewonnene Einzel-Titel     | 0     | 2     | 0     | 0     | 0    | 0    | 0     | 0     | 0    | 0    | 0    | 0    | 0     | 0     | 0    | 0    | 0    | 0    | 0    | 2       |
| Gesamt-Siege/-Niederlagen2 | 10:19 | 32:18 | 19:13 | 33:24 | 6:6  | 4:8  | 22:21 | 17:12 | 2:2  | 5:9  | 7:6  | 3:6  | 13:20 | 21:23 | 13:9 | 2:2  | 3:1  | 2:3  | 3:0  | 233:213 |
| Jahresendposition          | 138   | 25    | 34    | 38    | 47   | 366  | 68    | 54    | 134  | 248  | 99   | 115  | 106   | 80    | 68   | 189  | 276  | 536  | 845  | N/A     |

### Doppel
| Turnier1                   | 2018 | 2017 | 2016 | 2015  | 2014 | 2013 | 2012 | 2011 | 2010 | 2009 | 2008 | 2007 | 2006 | 2005 | 2004 | 2003 | 2002 | 2001 | 2000 | Gesamt |
| -------------------------- | ---- | ---- | ---- | ----- | ---- | ---- | ---- | ---- | ---- | ---- | ---- | ---- | ---- | ---- | ---- | ---- | ---- | ---- | ---- | ------ |
| Australian Open            | –    | 2R   | 2R   | 1R    | –    | –    | –    | –    | –    | –    | –    | –    | 1R   | –    | –    | –    | –    | –    | –    | 2R     |
| French Open                | –    | –    | 1R   | –     | –    | 1R   | –    | –    | –    | –    | –    | –    | 1R   | 1R   | –    | –    | –    | –    | –    | 1R     |
| Wimbledon                  | –    | 1R   | 1R   | 2R    | 2R   | –    | –    | –    | –    | –    | –    | –    | 1R   | 1R   | –    | –    | –    | –    | –    | 2R     |
| US Open                    | –    | –    | 2R   | 2R    | 1R   | –    | –    | –    | –    | –    | –    | –    | –    | 1R   | –    | –    | –    | –    | –    | 2R     |
| Gewonnene Doppel-Titel     | 0    | 0    | 0    | 0     | 0    | 0    | 0    | 0    | 0    | 0    | 0    | 0    | 0    | 0    | 0    | 0    | 0    | 0    | 0    | 0      |
| Gesamt-Siege/-Niederlagen2 | 5:3  | 9:12 | 7:13 | 10:12 | 2:5  | 2:3  | 5:5  | 2:2  | 0:0  | 0:1  | 1:3  | 1:1  | 5:12 | 4:11 | 1:3  | 2:0  | 2:1  | 2:1  | 1:0  | 61:88  |
| Jahresendposition          | 235  | 104  | 153  | 139   | 214  | 647  | 244  | 764  | 373  | 750  | 340  | 217  | 245  | 153  | 324  | 429  | 501  | 806  | 989  | N/A    |

Zeichenerklärung: S = Turniersieg; F, HF, VF, AF = Einzug ins Finale / Halbfinale / Viertelfinale / Achtelfinale; 1R, 2R, 3R = Ausscheiden in der 1. / 2. / 3. Hauptrunde bzw. Q1, Q2, Q3 = Ausscheiden in der 1. / 2. / 3. Qualifikationsrunde
1 Turnierresultat in Klammern bedeutet, dass der Spieler das Turnier noch nicht beendet hat; es zeigt seinen aktuellen Turnierstatus an. Nachdem der Spieler das Turnier beendet hat, wird die Klammer entfernt.

2 Stand: Karriereende